# Reilly (California)
Reilly è un insediamento nella contea di Inyo in California. Si trova sulla parte ovest della Panamint Valley ad un'altitudine di 2582 piedi pari a 787 metri.

## Storia
Alla fine del 1800 Reilly era una comunità di minatori dediti all'estrazione di argento.
Un ufficio postale fu attivo nel 1883.